# سيور د إبرفيل
سيور د إبرفيل (بالفرنسية: Pierre LeMoyne d'Iberville) (16 يوليو 1661 - 9 يوليو 1706). اسمه الكامل بيير لو موين، مكتشف وبحار كندي ـ فرنسي، مؤسس مقاطعة لويزيانا (بالولايات المتحدة الأمريكية حاليًا).
ولد إبرفيل في مونتريال، وخدم في البحرية الفرنسية. ومن عام 1686م إلى عام 1697م أغار على محطات تجارة الفراء بخليج هدسون محاولاً إخراج الإنجليز والفوز بكندا للفرنسيين.

## روابط خارجية
- سيور د إبرفيل على موقع الموسوعة البريطانية (الإنجليزية)